# Kar tako
Kar tako je sedmi studijski album skupine Faraoni. Album se je snemal od junija 1998 do avgusta 1999 v Studiu Hendrix, Studiu McMillan, Studiu Rose, Studiu Metro, Studiu 22 in v Studiu Melopoja. Album je izšel leta 1999 pri založbi POP Records.

## Seznam skladb
| Št. | Naslov               | Pisec                                                     | Dolžina |
| --- | -------------------- | --------------------------------------------------------- | ------- |
| 1.  | „Pijem kar tako‟     | Enzo Hrovatin-Drago Mislej-Enzo Hrovatin                  | 3:43    |
| 2.  | „Slavospev‟          | Ferdinand Maraž-Damjana Kenda Hussu-Ferdinand Maraž       | 3:17    |
| 3.  | „Kar je res, je res‟ | Enzo Hrovatin-Drago Mislej-Enzo Hrovatin                  | 3:10    |
| 4.  | „Pasje življenje‟    | Enzo Hrovatin-Nelfi Depangher-Enzo Hrovatin               | 4:20    |
| 5.  | „Ti znaš‟            | Ferdinand Maraž-Damjana Kenda Hussu-Ferdinand Maraž       | 3:51    |
| 6.  | „Pino in Marino‟     | Ferdinand Maraž-Drago Mislej-Ferdinand Maraž              | 3:02    |
| 7.  | „Robin Hood‟         | Enzo Hrovatin-Drago Mislej, Nelfi Depangher-Enzo Hrovatin | 4:20    |
| 8.  | „Drugačen‟           | Enzo Hrovatin-Miša Čermak-Enzo Hrovatin                   | 4:15    |
| 9.  | „Alibi‟              | Enzo Hrovatin-Drago Mislej-Enzo Hrovatin                  | 4:37    |
| 10. | „Hočem te‟           | Piero Pocecco-Tamara Kaluža Pocecco-Piero Pocecco         | 3:52    |
| 11. | „Drugačen svet‟      | Piero Pocecco-Tamara Kaluža Pocecco-Piero Pocecco         | 3:38    |

## Zasedba
Faraoni
- Slavko Ivančić – vokal
- Enzo Hrovatin – kitara, vokal
- Nelfi Depangher – bobni, vokal
- Piero Pocecco – bas kitara, vokal
- Ferdi Maraž – klaviature

Gostje
- Lara Baruca - spremljajoči vokal
- Davor Klarič - električni klavir Fender